# Liste der Nummer-eins-Hits in den Cash Box Charts (1984)
Diese Liste enthält alle Nummer-eins-Hits in den amerikanischen Cash Box Charts im Jahr 1984. Es gab in diesem Jahr 24 Nummer-eins-Singles.
| Singles |
| --- |
| - Duran Duran – Union of the Snake - 3 Wochen (31. Dezember 1983 – 20. Januar 1984) - Yes – Owner of a Lonely Heart - 2 Wochen (21. Januar – 3. Februar) - Culture Club – Karma Chameleon - 3 Wochen (4. Februar – 24. Februar) - Van Halen – Jump - 2 Wochen (25. Februar – 9. März) - Nena – 99 Luftballons/99 Red Balloons - 1 Woche (10. März – 16. März) - Cyndi Lauper – Girls Just Want to Have Fun - 2 Wochen (17. März – 30. März) - Kenny Loggins – Footloose - 3 Wochen (31. März – 20. April) - Phil Collins – Against All Odds (Take a Look at Me Now) - 3 Wochen (21. April – 11. Mai) - Lionel Richie – Hello - 2 Wochen (12. Mai – 25. Mai) - Deniece Williams – Let’s Hear It for the Boy - 2 Wochen (26. Mai – 8. Juni) - Cyndi Lauper – Time After Time - 1 Woche (9. Juni – 15. Juni) - Duran Duran – The Reflex - 2 Wochen (16. Juni – 29. Juni) - Bruce Springsteen – Dancing in the Dark - 2 Wochen (30. Juni – 13. Juli) - Prince – When Doves Cry - 4 Wochen (14. Juli – 10. August) - Ray Parker Jr. – Ghostbusters - 2 Wochen (11. August – 24. August) - Tina Turner – What’s Love Got to Do with It - 3 Wochen (25. August – 14. September) - John Waite – Missing You - 2 Wochen (15. September – 28. September) - Prince and The Revolution – Let’s Go Crazy - 2 Wochen (29. September – 12. Oktober) - Stevie Wonder – I Just Called to Say I Love You - 4 Wochen (13. Oktober – 9. November) - Prince and The Revolution – Purple Rain - 2 Wochen (10. November – 23. November) - Wham! – Wake Me Up Before You Go-Go - 2 Wochen (24. November – 7. Dezember) - Chaka Khan – I Feel for You - 1 Woche (8. Dezember – 14. Dezember) - Duran Duran – The Wild Boys - 2 Wochen (15. Dezember – 28. Dezember) - Madonna – Like a Virgin - 5 Wochen (29. Dezember 1984 – 1. Februar 1985) |